# Список номинантов на премию «Русский Букер» 2007 года
Список номинантов на премию «Русский Букер», попавших в длинный список (лонг-лист) премии «Русский Букер» в сезоне 2007 года. Всего на премию было номинировано 78 произведений. Жюри допустило для участия в конкурсе 33 произведения. Длинный список был опубликован 4 июля 2007 года. Короткий список финалистов из 6 произведений был опубликован 3 октября 2007 года. Победитель был объявлен 5 декабря 2007 года.
Список представлен в следующем виде — «победитель», «короткий список» (кроме «победителя»), «длинный список» (кроме «победителя» и «короткого списка»). Для каждого номинанта указано название произведения.

## Победитель
- Александр Иличевский — «Матисс»

## Короткий список
- Андрей Дмитриев — «Бухта радости»
- Юрий Малецкий — «Конец иглы»
- Игорь Сахновский — «Человек, который знал всё»
- Алекс Тарн — «Бог не играет в кости»
- Людмила Улицкая — «Даниэль Штайн, переводчик»

## Длинный список
- Анатолий Азольский — «Посторонний»
- Чингиз Айтматов — «Когда падают горы»
- Ариадна Борисова — «Божья отметина»
- Наум Брод — «Лауреат»
- Дмитрий Быков — «ЖД»
- Николай Верещагин — «Свеча горела»
- Андрей Волос — «Алфавита, книга соответствий»
- Евгений Войскунский — «Румянцевский сквер»
- Александр Вяльцев — «Круг неподвижных звезд»
- Борис Евсеев — «Площадь Революции»
- Анатолий Курчаткин — «Цунами»
- Майя Кучерская — «Бог дождя»
- Владимир Маканин — «Испуг».
- Анатолий Макаров — «В ожидании звонка»
- Дан Маркович — «Vis vitalis»
- Марина Москвина — «Дом на Луне»
- Владимир Мощенко — «Блюз для Агнешки»
- Виктор Пелевин — «Empire V»
- Андрей Рубанов — «Великая мечта»
- Александр Сегень — «Поп»
- Никола Седнев — «В окрестностях Милены»
- Алексей Слаповский — «Синдром феникса»
- Владимир Сорокин — «День опричника»
- Дмитрий Стахов — «Генеральская дочка»
- Эйтан Финкельштейн — «Пастухи фараона»
- Алексей Фомин — «Атипичная пневмония»
- Елена Чижова — «Орест и сын»